# Contà
Contà est une commune italienne d'environ 1 400 habitants, située dans la province autonome de Trente dans la région du Trentin-Haut-Adige dans le Nord-Est de l'Italie.
Il s'agit d'une comune sparso créée le 1er janvier 2016 par la fusion des territoires des anciennes communes de Cunevo (où se trouve désormais la mairie), Flavon et Terres.

## Administration
| Période                                  | Période | Identité | Étiquette | Qualité |
| ---------------------------------------- | ------- | -------- | --------- | ------- |
|                                          |         |          |           |         |
| Les données manquantes sont à compléter. |         |          |           |         |

### Hameaux
Cunevo, Flavon, Terres

### Communes limitrophes
Les communes limitrophes sont  Denno et Ville d'Anaunia.